# Mastodon (band)

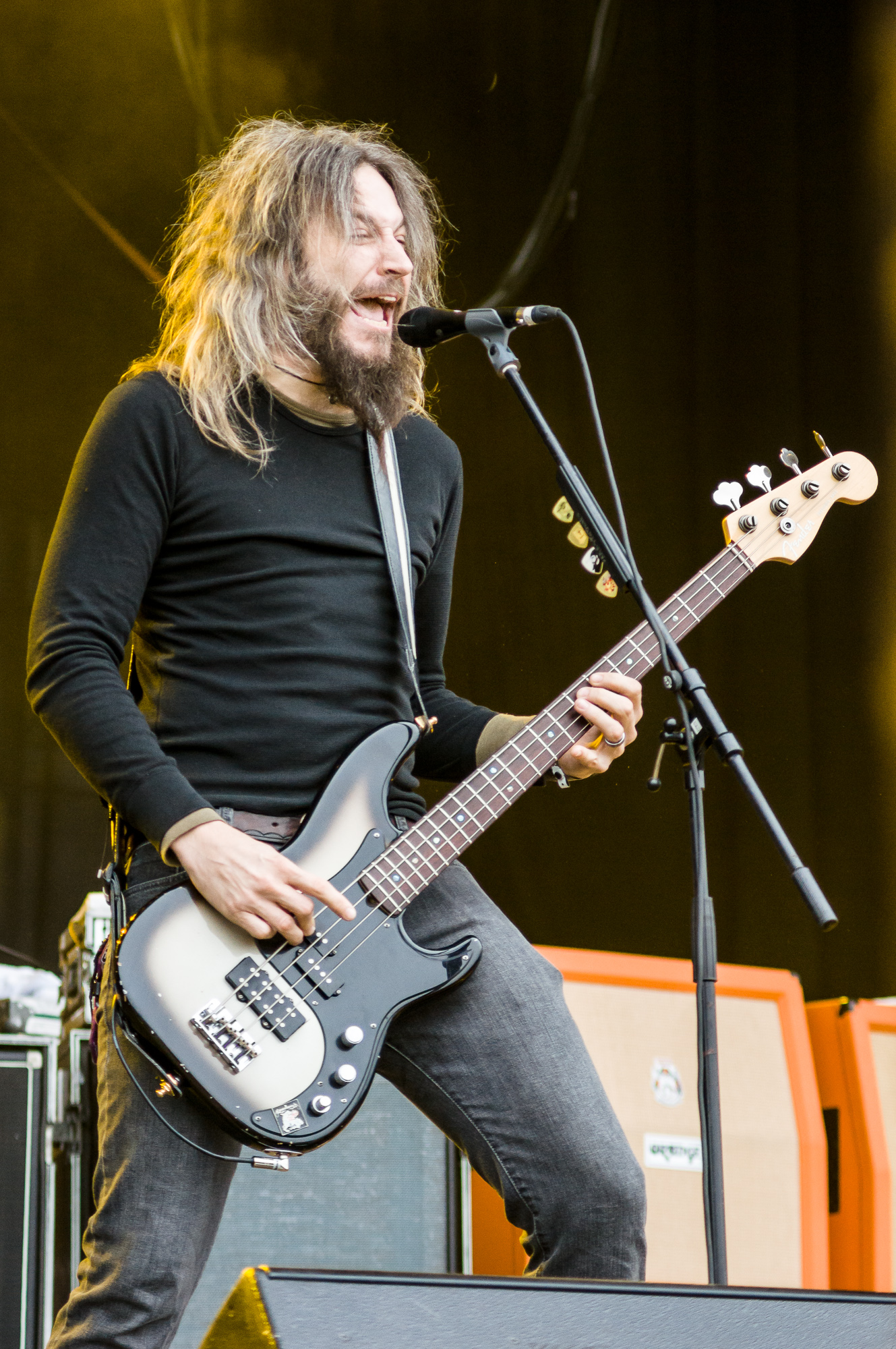
Troy Sanders (2012)

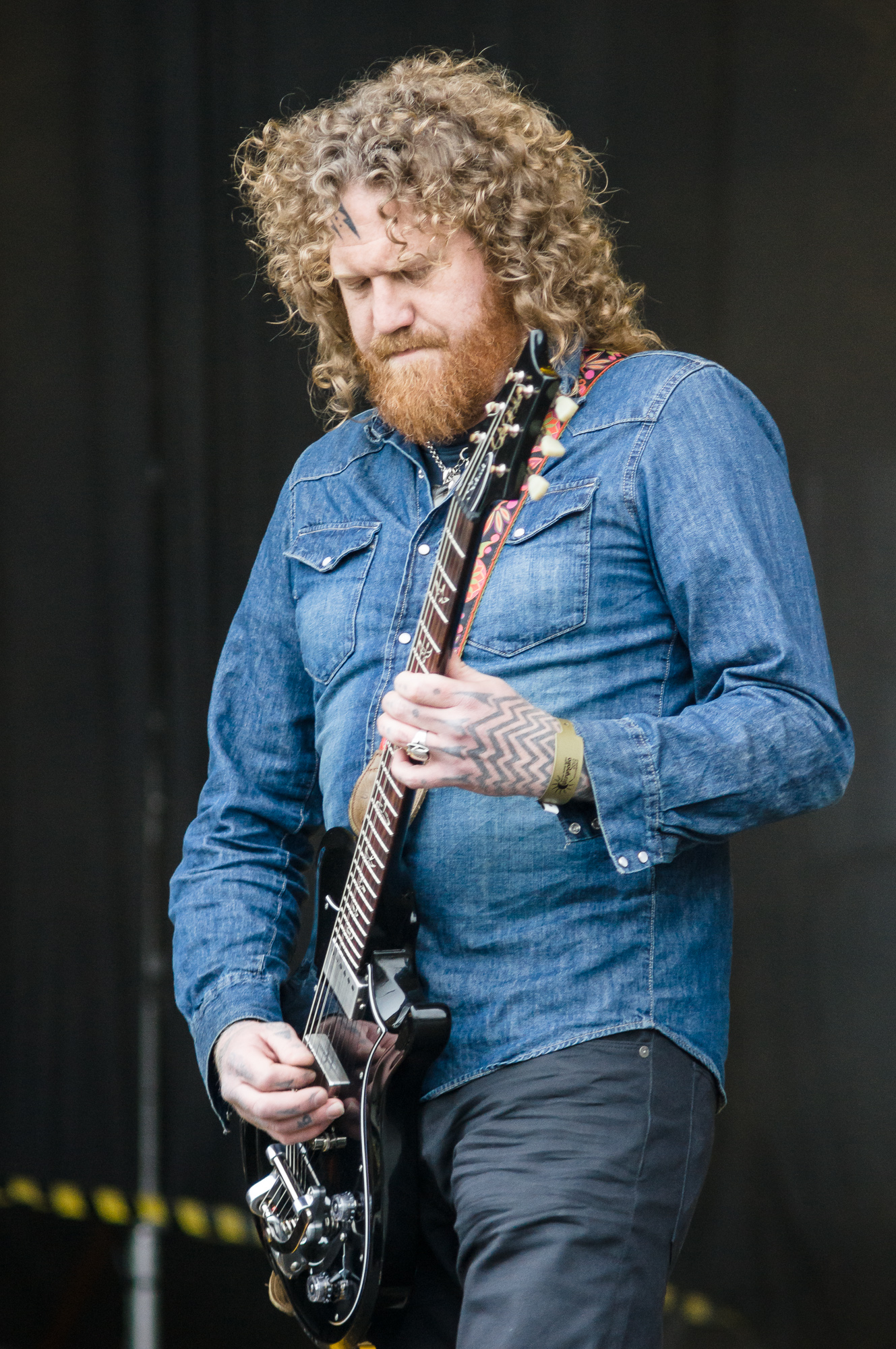
Brent Hinds (2012)

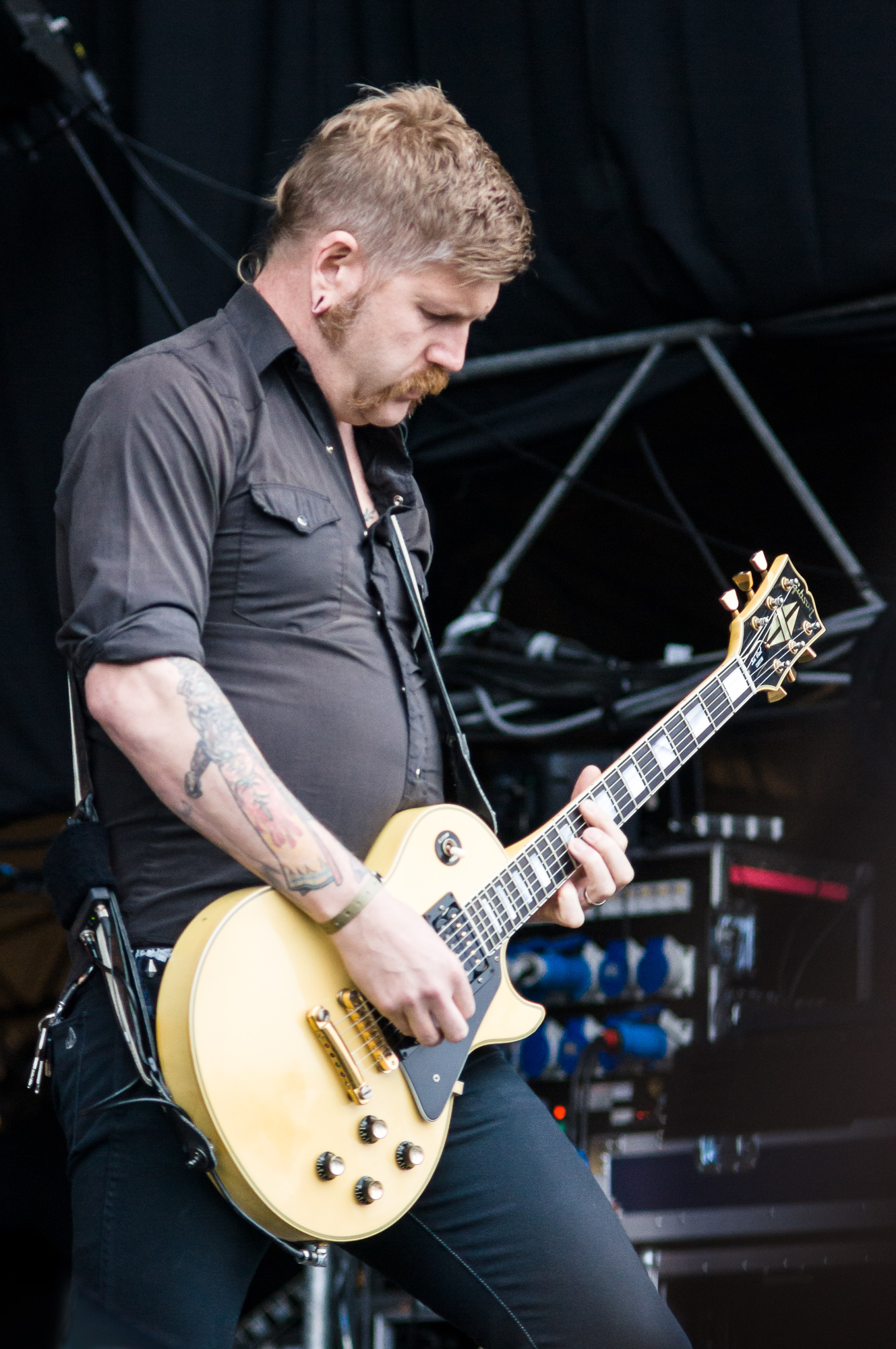
Bill Kelliher (2012)

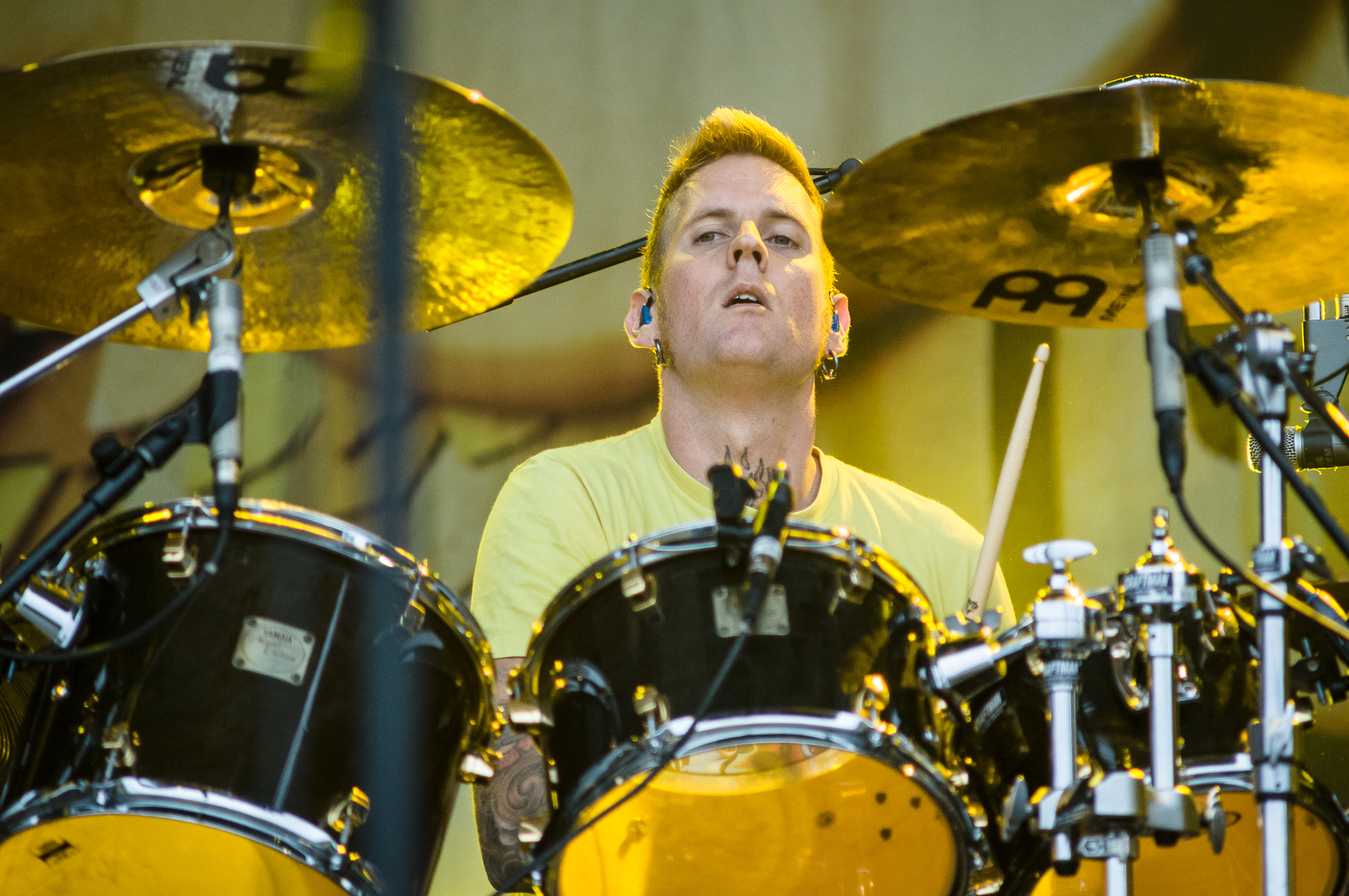
Brann Dailor (2012)

Mastodon is een Amerikaanse metalband die actief is sinds 2000. De band werd opgericht nadat Brann Dailor en Bill Kelliher (die beide lid waren van Lethargy) de andere leden ontmoetten tijdens een optreden van High on Fire. Mastodon was oorspronkelijk een vijfkoppige band, maar Eric Saner verliet de band net voor ze op tournee gingen. Hierdoor namen zowel Sanders als Hinds de zang over, met Kelliher die de achtergrondzang op zich nam. Vanaf 2009 nam ook Dailor een deel van de zang op zich.
De band heeft intussen 8 albums & 7 ep's uitgebracht. Ook brachten ze splits uit met oa. High on Fire, Avenged Sevenfold & Deftones.
In maart 2025 maakte de band bekend dat zanger/gitarist Hinds uit de band was gestapt.

## Bezetting
- Brann Dailor - Drums en zang
- Troy Sanders - Basgitaar en zang
- Bill Kelliher - Gitaar en zang

Oud-leden
- Brent Hinds - Gitaar en zang (tot 2025)

## Discografie

### Albums
| Album met eventuele hitnotering(en) in de Nederlandse Album Top 100 | Datum van verschijnen | Datum van binnenkomst | Hoogste positie | Aantal weken | Opmerkingen   |
| ------------------------------------------------------------------- | --------------------- | --------------------- | --------------- | ------------ | ------------- |
| Lifesblood                                                          | 18-09-2001            | -                     |                 |              | ep            |
| Remission                                                           | 28-05-2002            | -                     |                 |              |               |
| Leviathan                                                           | 31-08-2004            | -                     |                 |              |               |
| Call of the Mastodon                                                | 07-02-2006            | -                     |                 |              | Verzamelalbum |
| Blood mountain                                                      | 12-09-2006            | -                     |                 |              |               |
| Mastodon                                                            | 11-11-2008            | -                     |                 |              | Verzamelalbum |
| Crack the skye                                                      | 24-03-2009            | 28-03-2009            | 56              | 2            |               |
| Oblivion                                                            | 03-11-2009            | -                     |                 |              | ep            |
| Jonah Hex                                                           | 29-06-2010            | -                     |                 |              | ep            |
| Live at the Aragon                                                  | 15-03-2011            | -                     |                 |              | Livealbum     |
| The hunter                                                          | 23-09-2011            | 01-10-2011            | 33              | 3            |               |
| Once more round the sun                                             | 24-06-2014            | 28-06-2014            | 20              | 3            |               |
| Emperor of Sand                                                     | 2017                  | 31-03-2017            | 16              | 2            |               |
| Hushed and Grim                                                     | 2021                  | 29-10-2021            | 22              | 1            |               |

| Album met hitnotering(en) in de Vlaamse Ultratop 200 albums | Datum van verschijnen | Datum van binnenkomst | Hoogste positie | Aantal weken | Opmerkingen |
| ----------------------------------------------------------- | --------------------- | --------------------- | --------------- | ------------ | ----------- |
| Blood mountain                                              | 2006                  | 23-09-2006            | 59              | 5            |             |
| The hunter                                                  | 2011                  | 01-10-2011            | 27              | 7            |             |
| Once more round the sun                                     | 2014                  | 28-06-2014            | 14              | 17           |             |
| Emperor of Sand                                             | 2017                  | 31-03-2017            | 12              | 20           |             |
| Hushed and Grim                                             | 2021                  | 29-10-2021            | 17              | 5            |             |

## Hitlijsten

### De Zwaarste Lijst
| Nummer            | '09* | '10* | '11* | '12* | '13 | '14 | '15 | '16 | '17 | '18 | '19 | '20 | '21 | '22 | '23 | '24 | '25 |
| ----------------- | ---- | ---- | ---- | ---- | --- | --- | --- | --- | --- | --- | --- | --- | --- | --- | --- | --- | --- |
| Blood and Thunder | -    | 62   | 43   | 31   | 52  | 51  | 45  | 64  | 38  | -   | 61  | -   | -   | -   | -   | -   | -   |
| Curl of the Burl  | -    | -    | -    | 54   | -   | -   | -   | -   | -   | -   | -   | -   | -   | -   | -   | -   | -   |

- Tot 2012 had de Zwaarste Lijst 70 plaatsen. Dit werd vanaf 2013 verminderd tot 66. In 2021 en 2022 bevatte de lijst 666 plaatsen.

## Prijzen & nominaties
Tijdens de Kerrang! Awards in 2009 won Mastodon de award voor "Best Video". Ze ontvingen deze prijs voor de videoclip van voor het nummer Oblivion uit de gelijknamige ep. Andere genomineerden waren Papa Roach (Hollywood Whore), Slipknot (Sulfur), Metallica (The Day That Never Comes) & Placebo (For What It's Worth).
Tijdens de Kerrang! Awards in 2012 won Mastodon de award voor "Best Album". Ze ontvingen deze prijs voor hun album The Hunter. Andere genomineerden waren Black Veil Brides (Set the World On Fire), You Me At Six (Sinners Never Sleep), Enter Shikari (A Flash Food of Colour) en Young Guns (Bones)
Bij de Grammy Awards 2018, op 28 januari 2018, won Mastodon de prijs in de categorie "Best Metal Performance". Ze ontvingen deze prijs voor het nummer "Sultan's Curse", van het album "Emperor Of Sand", uit 2017. De andere genomineerden waren August Burns Red (Invisible Enemy), Body Count (Black Hoodie), Code Orange (Forever) en Meshuggah (Clockworks).

### Nominaties

##### Kerrang! Awards
- 2006: Best Live Band
- 2012: Best Video

##### Grammy Awards
- 2006: Best Metal Performance
- 2007: Best Metal Performance
- 2012: Best Metal Performance
- 2015: Best Metal Performance
- 2022: Best Metal Performance